# 凸多面體

凸多面體

在幾何學中，凸多面體是指所有邊上的二面角（兩個面所形成的角）都不大於180°（平角）且不存在自相交的多面體。為了滿足這個條件，其所有面必須是凸多邊形（所有頂點內角均不大於 180°且無自交的多邊形）。凸多面體也可以定義成内部為凸集的簡單多面體。
柏拉圖立體、半正多面體和詹森多面體都是凸多面體，而星形正多面體不是凸多面體。
嚴格凸多面體是凸多面體的子集，為不存在兩兩共面之面的多面體。
在凸多面體中所有內角都不大於180度，而嚴格凸多面體則要求所有邊上的二面角都要嚴格小於180°。
因此可以將凸多面體分為嚴格凸多面體和非嚴格凸多面體。
目前還沒有公式或方法可以計算任意凸多面體的體積。

## 定義
定義1
如果多面體滿足以下條件，則該多面體是凸多面體：
對這個多面體所有的面而言，其中一個面，滿足「這個多面體完全包含在這個面對應的平面所構成的其中一個半空間中」的條件。
定義2
對於每個具有s個面的凸多面體，都有s行、三列的矩陣M和s維向量b：
{\displaystyle \mathbf {M} \in {\mathcal {M}}_{s\times 3}(\mathbb {R} ),\mathbf {b} \in \mathbb {R} ^{s}}
多面體可以定義為下列線性不等式組的解集：
{\displaystyle \mathbf {M} \cdot \mathbf {r} \leq \mathbf {b} ,\qquad \mathrm {i.e.} \sum _{j}M_{ij}r_{j}\leq b_{i}}
其中{\displaystyle \mathbf {r} =(x,y,z)}為多面體內部的點。每個方程式都要求這些點要位於面對應的平面的正確一側。當矩陣{\displaystyle \mathbf {M} }和向量{\displaystyle \mathbf {b} }的元素是任意實數時，{\displaystyle \mathbf {M} \cdot \mathbf {r} \leq \mathbf {b} }形式系統的解{\displaystyle \mathbf {r} =(x,y,z)}不一定會是多面體。因此，要成為多面體，{\displaystyle \mathbf {M} }和{\displaystyle \mathbf {b} }都必須滿足某些條件。
舉例來說，正四面體、立方體和正八面體的M矩陣和b向量可能為（具體值會依邊長而變）：
| 凸多面體 | s | M矩陣 | b向量                                                                |
| -------- | - | --- | -------------------------------------------------------------------- |
| 正四面體 | 4 | {\displaystyle {\begin{bmatrix}1&1&1\\1&-1&-1\\-1&1&-1\\-1&-1&1\end{bmatrix}}}                                   | {\displaystyle {\begin{bmatrix}2\\0\\0\\0\end{bmatrix}}}             |
| 立方體   | 6 | {\displaystyle {\begin{bmatrix}1&0&0\\-1&0&0\\0&1&0\\0&-1&0\\0&0&1\\0&0&-1\end{bmatrix}}}                        | {\displaystyle {\begin{bmatrix}1\\1\\1\\1\\1\\1\end{bmatrix}}}       |
| 正八面體 | 8 | {\displaystyle {\begin{bmatrix}1&1&1\\1&1&-1\\1&-1&1\\1&-1&-1\\-1&1&1\\-1&1&-1\\-1&-1&1\\-1&-1&-1\end{bmatrix}}} | {\displaystyle {\begin{bmatrix}1\\1\\1\\1\\1\\1\\1\\1\end{bmatrix}}} |

### 嚴格凸與非嚴格凸
能滿足上述條件的多面體可能存在平角的二面角。如果這個多面體存在至少一個二面角角度等於180度，即稱這個多面體為「非嚴格凸多面體」。許多情況會把非嚴格凸多面體排除在「凸多面體」外，例如在討論詹森多面體時，其「凸多面體」代表的是「嚴格凸多面體」，非嚴格凸多面體的「所有面都是正多邊形」的立體僅能歸類在擬詹森多面體。而如果所有二面角都嚴格小於180度，則稱該多面體為「嚴格凸多面體」。

## 性質
對於頂點數有限的凸多面體，歐拉特性必須與球體的歐拉特性一致，因此其頂點數（V）、邊數（E）和面數（F）必定會滿足下列等式：
{\displaystyle F+V-E=2\,}
非凸多面體則不一定滿足上述等式，尤其是存在自相交情況的多面體。
凸多面體還具有下列特性：
- 凸多面體不存在邊或面自我相交的情況。
- 每個内角、二面角皆小於180度。
- 凸多面體的任何两个顶点间的线段位于這個多面體的内部或表面上。
  - 在凸多面體內部或表面上的任何两个點间的线段也同樣都會位於多面體的内部或表面上。
  - 凸多面體內部的任兩個點間的線段必定位於多面體內部（非凸多面體則不一定）
- 多面體完全包含在任意面對應的平面所限定的封閉半空間中。
- 對所有面而言，任何內部的點都在由該面鎖定之平面的同一側。
- 凸多面體的凸胞就是本身。

## 相關概念

### 凹多面體

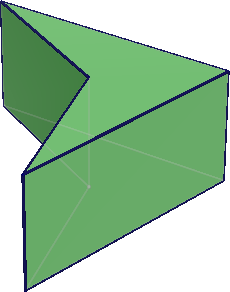
凹多面體

凹多面體是指至少存在一個內角的角度超過180°的二面角，且無自相交情況的多面體。不是凸多面體的多面體（非凸多面體）不一定會是凹多面體，例如星形多面體，因此凹多面體並不能完全看作是凸多面體的相對概念。
凹多面體存在這樣的兩個一組的位於凹多面體表面或內部的頂點：這兩個頂點連成的線段有部分在多面體外部。
一般凹多面體也是探討歐拉特性與球體的歐拉特性一致立體，也就是其頂點數（V）、邊數（E）和面數（F）滿足下列等式的多面體：
{\displaystyle F+V-E=2\,}
這個數值稱為歐拉示性數，一般凸多面體與凹多面體歐拉示性數都為2。因此著名的希洛西七面體有一個洞，其歐拉示性數為零，因此希洛西七面體非凸也非凹，更適合它的分類是環形多面體。

### 非凸多面體

自相交非凸多面體

所有不滿足凸多面體條件的多面體都稱為非凸多面體。例如星形多面體。凹多面體也是非凸多面體的一種。
此外，也存在無法良好具象化的非凸多面體，例如四面半六面體的對偶多面體，雖然溫尼爾提出了一種無窮星形的具象化方式，但是也存在其他學者提出的具象化方式。
非凸多面體的歐拉特性未必與球體的歐拉特性一致，也就是其頂點數（V）、邊數（E）和面數（F）的歐拉示性數{\displaystyle F+V-E}不一定為二，例如下方星形多面體的附圖小星形十二面體（這多面體也屬於非凸多面體），其歐拉示性數為負六（{\displaystyle F+V-E=-6}）因此在拓樸學上非凸多面體的結構較為複雜，沒有一定的規則。

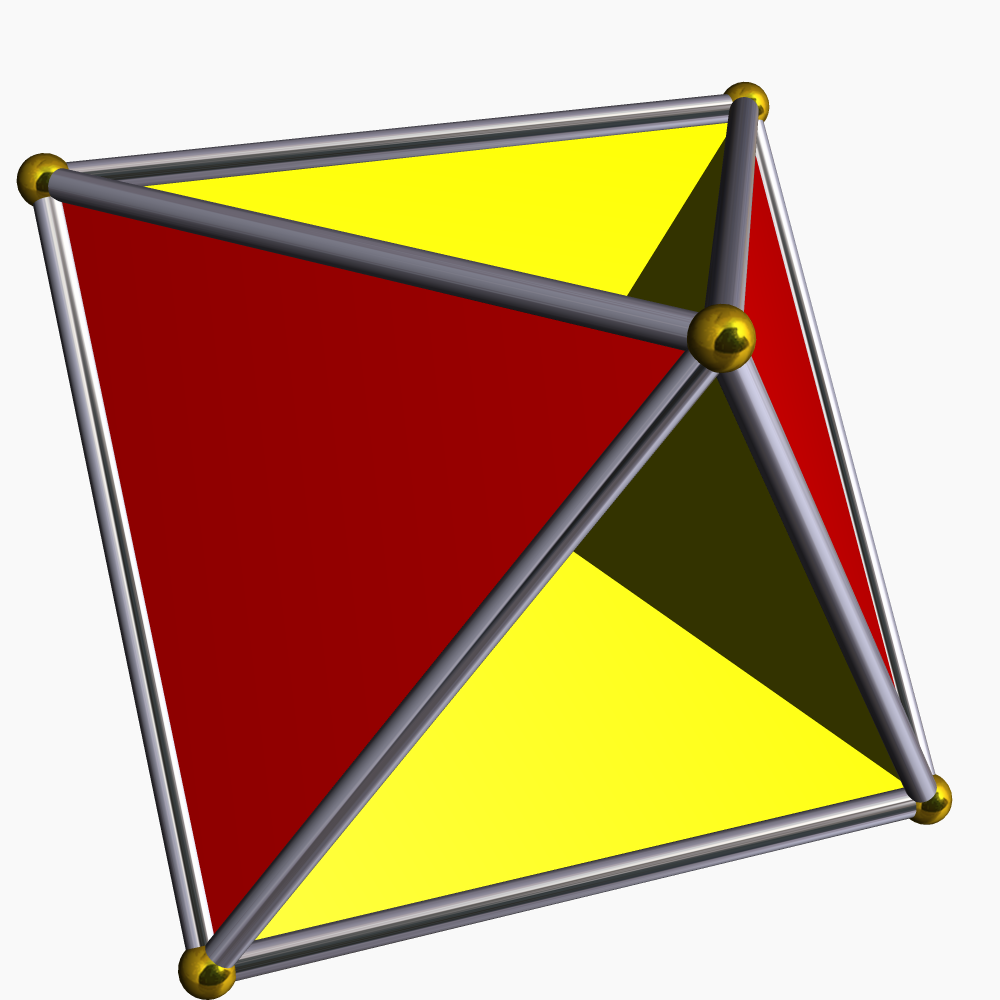
四面半六面體是一種非凸多面體

非凸多面體通常探討的是可以具象化且存在體積的立體（「存在體積」這一條件也有例外），例如八面體半形不存在能夠將之具象化的實體多面體、皮特里四面體雖然可以具象化，但其面是扭歪多邊形，無法確定唯一的體積、和黑塞二十七面體頂點位於複數空間中，因此無法分辨內部及外部區域故無法計算其體積……等立體一般都不會被歸類在非凸多面體和凸多面體中。
上述提到的「無法分辨內部及外部區域」的立體也有可能是非凸多面體。例如四面半六面體表面是一個不可定向的曲面，無法分辨內部與外部，因此也無法確定其體積，但四面半六面體是一個非凸多面體。

### 星形多面體

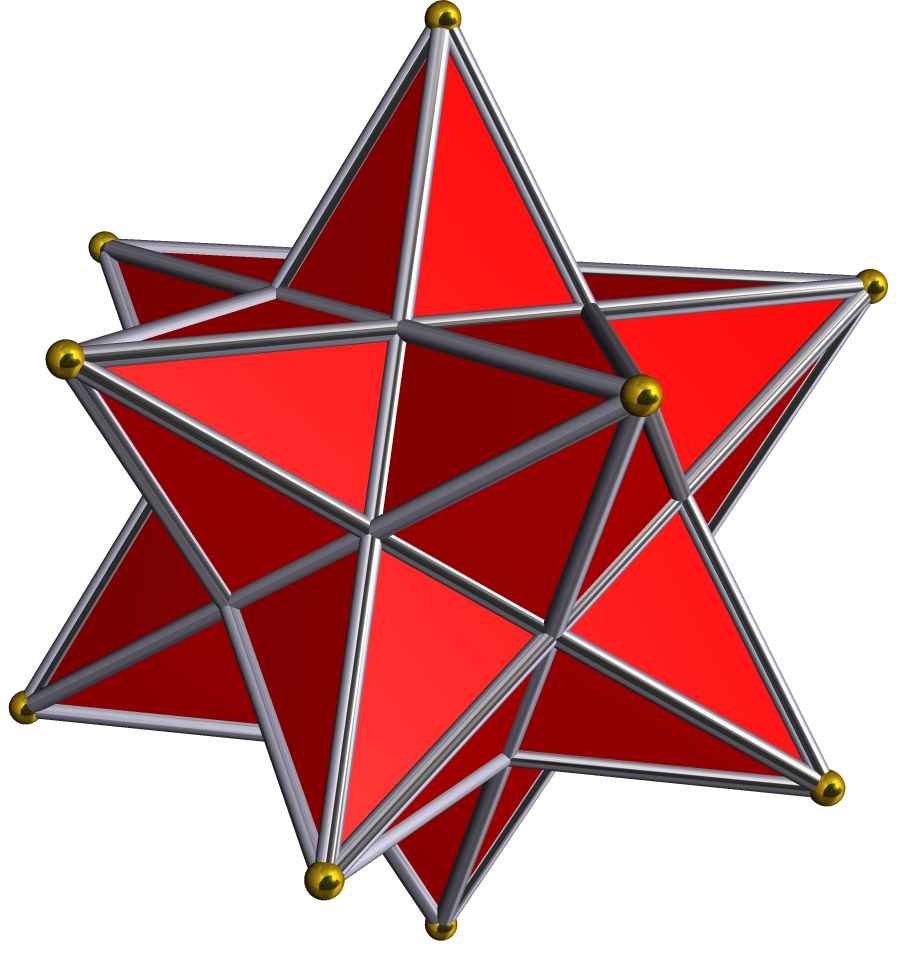
星形多面體

星形多面體是一種非凸多面體，其概念較為複雜，通常指外形有如星形形狀的立體，或者結構滿足星形域的多面體。不少星形多面體都有自相交的面，例如星形正多面體和星形均勻多面體。也存在面沒有自相交或者是屬於凹多面體的星形多面體，例如凹五角錐十二面體的外形構成的立體（由三角形組成的那一種）。